# Az Oroszországi Föderáció alanyainak zászlói
Ez a galéria az Oroszországi Föderáció alanyainak a zászlóit mutatja be.